# Capron (Oklahoma)
Capron és un poble dels Estats Units a l'estat d'Oklahoma. Segons el cens del 2000 tenia 42 habitants.

## Demografia
Segons el cens del 2000, Capron tenia 42 habitants, 17 habitatges, i 10 famílies. La densitat de població era de 147,4 habitants per km².
Dels 17 habitatges en un 23,5% hi vivien nens de menys de 18 anys, en un 58,8% hi vivien parelles casades, en un 5,9% dones solteres, i en un 35,3% no eren unitats familiars. En el 29,4% dels habitatges hi vivien persones soles l'11,8% de les quals corresponia a persones de 65 anys o més que vivien soles. El nombre mitjà de persones vivint en cada habitatge era de 2,47 i el nombre mitjà de persones que vivien en cada família era de 3,18.
Per edats la població es repartia de la següent manera: un 19% tenia menys de 18 anys, un 7,1% entre 18 i 24, un 33,3% entre 25 i 44, un 28,6% de 45 a 60 i un 11,9% 65 anys o més.
L'edat mediana era de 42 anys. Per cada 100 dones de 18 o més anys hi havia 112,5 homes.
La renda mediana per habitatge era de 24.250 $ i la renda mediana per família de 23.750 $. Els homes tenien una renda mediana de 22.500 $ mentre que les dones 16.250 $. La renda per capita de la població era d'11.156 $. Cap de les famílies estaven per davall del llindar de pobresa.

## Poblacions més properes
El següent diagrama mostra les poblacions més properes.